# Nyckelmossen
Nyckelmossen este o arie protejată (arie specială de conservare — SAC, sit de importanță comunitară — SCI) din Suedia întinsă pe o suprafață de 65,8 ha, integral pe uscat.

## Localizare
Centrul sitului Nyckelmossen este situat la coordonatele 58°45′44″N 17°08′41″E / 58.7621°N 17.1447°E.

## Înființare
Situl Nyckelmossen a fost declarat sit de importanță comunitară în decembrie 1998 pentru a proteja un număr necunoscut de specii din flora spontană și fauna sălbatică aflate în arealul zonei. Situl a fost protejat și ca arie specială de conservare în martie 2011.

## Biodiversitate
Situată în ecoregiunea boreală, aria protejată conține 3 habitate naturale: Păduri caducifoliate de mlaștină fino-scandinave, Taiga vestică, Mlaștini împădurite.
La baza desemnării sitului se află un număr nedeclarat de specii protejate.